# Victims’ Rights Clarification Act of 1997
Der Victims’ Rights Clarification Act (VRCA, dt.: Gesetz zur Klarstellung von Opferverfahrensrechten) ist ein Anlassgesetz, welches am 5. März 1997 durch den 105. Kongress der Vereinigten Staaten (1997–1998) verabschiedet und vom Präsidenten der Vereinigten Staaten (Bill Clinton) am 19. März 1997 unterzeichnet wurde.

## Gründe für das Gesetz
Das VRCA wurde auch für Verfahren, die bereits anhängig sind, in Kraft gesetzt (Sec. 2 lit. d). Damit sollte erreicht werden, dass im Verfahren gegen Timothy McVeigh im Zusammenhang mit dem Bombenanschlag auf das Murrah Federal Building in Oklahoma City (19. April 1995) die Opfer, die den Prozess verfolgen wollten, dennoch bei der Verurteilung sprechen konnten (im Rahmen sogenannter: Victims’ Rights – Opferverfahrensrechte).
Der verhandlungsführende Richter, Richard Paul Matsch, hatte zuvor untersagt, dass Opfer, die dem Prozess zuvor gefolgt waren, später vor dem Gericht als Opfer auftreten und sprechen können. Diese Entscheidung des Richters wurde am 11. März von der Rechtsmittelinstanz bestätigt. Trotz des zwischenzeitlich in Kraft getretenen Bundesgesetzes und die Anordnung der Anwendung auch für anhängige Verfahren nach Sec 2 lit. d) VRCA, ignorierte Richter Matsch dieses Bundesgesetz für dieses Verfahren weitgehend, da er die Rechtsauffassung vertrat, dass der US-amerikanische Kongress nicht das Recht hat, einem US-Bezirksrichter anzuordnen, wie er das Verfahren zu führen hat. Die Rechtsgrundlage des VRCA gilt weiterhin als fragwürdig.
Richter Matsch am ersten Verfahrenstag: „This is not theatre, this is a trial.“

## Victims’ Rights Movement
Der VRCA ist Teil der Victims’ Rights Movement, einer Bewegung zur Stärkung der Opferrechte, unter anderem aus konservativen und feministischen Kreisen. Dadurch soll das Opfer im Mittelpunkt des Strafprozesses stehen und nicht der Täter. Zitat Bill Clinton anlässlich der Unterzeichnung des Gesetzes (19. März 1997) am 20. März 1997 veröffentlicht:
As I have said before, when someone is a victim, he or she should be at the center of the criminal justice process, not on the outside looking in. The Act, of course, does not limit the courts' authority and obligation to protect the defendant’s right to a fair trial under the due process clause.

## Gesetzestext und Erläuterung
Der VRCA ergänzt Titel 18 United States Code (Code of Laws of the United States of America, Title 18: Crimes and Criminal Procedure), um bestimmte Rechte der Opfer von Straftaten, die sich an den Verfahren gegen die Angeklagten beteiligen und dieses beobachten, zu sichern.
In SECTION 1. wird als zitierfähiger Kurztitel: Victims’ Rights Clarification Act of 1997 vorgeschlagen:
This Act may be cited as the ‘‘Victim Rights Clarification Act of 1997’’.
In SECTION 2. folgen die eigentlichen Bestimmungen des Gesetzes. Absatz (a) bestimmt, dass Kapitel 223 in Titel 18 United States Code, am Ende wie folgt ergänzt wird: § 3510. Rechte der Opfer zur Teilnahme und Beobachtung der Verhandlung
Chapter 223 of title 18, United States Code, is amended by adding at the end the following:
„Sec. 3510. Rights of victims to attend and observe trial“.
Die dann folgenden Unterabsätze (a) bis (c) befassen sich mit der Anwendung des Gesetzes bei Bundesgerichten (a) und (b) und der Definition des Begriffs Opfer (c).
‘‘(a) NON-CAPITAL CASES.—Notwithstanding any statute, rule, or other provision of law, a United States district court shall not order any victim of an offense excluded from the trial of a defendant accused of that offense because such victim may, during the sentencing hearing, make a statement or present any information in relation to the sentence. 
‘‘(b) CAPITAL CASES.—Notwithstanding any statute, rule, or other provision of law, a United States district court shall not order any victim of an offense excluded from the trial of a defendant accused of that offense because such victim may, during the sentencing hearing, testify as to the effect of the offense on the victim and the victim’s family or as to any other factor for which notice is required under section 3593(a). 
‘‘(c) DEFINITION.—As used in this section, the term ‘victim’ includes all persons defined as victims in section 503(e)(2) of the Victims’ Rights and Restitution Act of 1990.’’ 
Absatz (b) regelt die Einfügung des § 3510 in das Verzeichnis der Abschnitte und Paragraphen in den United States Code.
(b) CLERICAL AMENDMENT.—The table of sections at the beginning of chapter 223 of title 18, United States Code, is amended by adding at the end the following new item: ‘‘3510. Rights of victims to attend and observe trial.’’
Absatz (c) wurde eingefügt, weil durch dieses Gesetz die Verfahrensrechte des Täters (Angeklagten) eingeschränkt werden könnten. Hierzu wurde in Absatz (c) des VRCA festgehalten, dass durch dieses Gesetz nicht unfaire Vorurteile zu Lasten des Angeklagten verursacht werden und die Geschworenen nicht getäuscht oder irregeführt werden.
(c) CLARIFICATION OF GROUNDS FOR EXCLUSION.—Section 3593 (c) of title 18, United States Code, is amended by inserting ‘‘For the purposes of the preceding sentence, the fact that a victim, as defined in section 3510, attended or observed the trial shall not be construed to pose a danger of creating unfair prejudice, confusing the issues, or misleading the jury.’’ after ‘‘misleading the jury.’’
Der Gesetzgeber hat durch diese Bestimmung gezeigt, dass er sich durchaus bewusst war, das eine solche Gefahr besteht. In der Praxis wurde dies auch bestätigt und werden von einigen Staatsanwaltschaften inzwischen auch durchaus vorurteilerzeugende Beweismittel vorgelegt, um die Geschworenen gegen den Angeklagten einzunehmen, um damit ein hohes Strafmaß zu erreichen.
Absatz (d) regelt die Auswirkungen auf anhängige Fälle. Die in diesem Abschnitt vorgenommenen Änderungen gelten auch in Fällen, die zum Zeitpunkt des Inkrafttretens dieses Gesetzes noch ausstehen:
(d) EFFECT ON PENDING CASES.—The amendments made by this section shall apply in cases pending on the date of the enactment of this Act. Approved March 19, 1997.